# USA Marathon
De USA Marathon is een schaatswedstrijd en behoort tot de veertien natuurijsklassiekers die in Nederland op natuurijs worden gereden. De wedstrijd wordt onregelmatig (afhankelijk van de ijssituatie) gehouden in Noord-Holland. Start en finish zijn afwisselend in Ursem, Schermerhorn en Avenhorn.
Er zijn tot en met 7 januari 1997 in totaal 5 edities van de USA Marathon georganiseerd. De eerste editie vond plaats in 1986.

## Uitslagen
|    | Jaar | Datum       | Wedstrijd       | Startplaats  | Mannen  | Mannen          | Mannen  | Vrouwen  | Vrouwen          | Vrouwen |
| Km | Jaar | Datum       | Wedstrijd       | Startplaats  | Winnaar | Tijd            | Km      | Winnares | Tijd             |         |
| -- | ---- | ----------- | --------------- | ------------ | ------- | --------------- | ------- | -------- | ---------------- | ------- |
| 1  | 1986 | 20 februari | 1e USA-marathon | Schermerhorn | 75      | Jan Hopman      | 2:08.17 |          |                  |         |
| 2  | 1987 | 15 januari  | 2e USA-marathon | Avenhorn     | 50      | Jos Pronk       | 1:31.11 |          |                  |         |
| 3  | 1991 | 14 februari | 3e USA-marathon | Ursem        | 100     | Marcel Kooy     | 3:31.50 |          | Hannie Frederiks |         |
| 4  | 1996 | 5 januari   | 4e USA-marathon | Schermerhorn | 100     | Bert Verduin    |         | 50       | Judith Rem       |         |
| 5  | 1997 | 7 januari   | 5e USA-marathon | Avenhorn     | 100     | René Ruitenberg | 3:03.51 | 50       | Baukje Bron      | 1:46.51 |